# Hoheneich
Hoheneich är en ort och kommun  i Österrike. Den ligger i distriktet Gmünd i förbundslandet Niederösterreich,  120 km nordväst om huvudstaden Wien. 
Kommunen består av två orter (Ortschaften) (inom parentes invånarantal 1 januari 2024):
- Hoheneich (1 022)
- Nondorf (366)